# Applus+ IDIADA
Applus+ IDIADA es una empresa de ingeniería que brinda servicios de diseño, pruebas, ingeniería y homologación a la industria automotriz en todo el mundo. Con más de 30 años de historia, Applus+ IDIADA es una empresa multinacional con una fuerza laboral internacional de más de 3.400 profesionales.
La oficina principal, ubicada en Santa Oliva, en la Provincia de Tarragona, comprende un centro técnico de 360 hectáreas con instalaciones de ensayo. La compañía es totalmente independiente de cualquier fabricante de vehículos y tiene una red internacional de subsidiarias y sucursales en 24 países, incluyendo China e India, para garantizar que sus clientes reciban servicios rápidos y personalizados.

## Historia
La compañía se estableció por primera vez en 1971 como IDIADA, representando las iniciales catalanas de Institut d'Investigació Aplicada de l'Automòbil (Instituto de Investigación Automotriz Aplicada) en la Universidad Politécnica de Cataluña. En 1990, IDIADA se separó de la universidad y se estableció como una empresa independiente propiedad de la Generalidad de Cataluña. En 1999 fue privatizada y pasó a ser propiedad del 80 % por la empresa española Applus+, y del 20 % por la Generalidad de Cataluña. Desde entonces, ha estado operando bajo un contrato exclusivo en su centro tecnológico de 331 hectáreas cerca de Barcelona (propiedad de la Generalidad de Cataluña), que incluye un campo de pruebas independiente, un laboratorio de pruebas y un centro de desarrollo de vehículos . El contrato se extiende hasta 2024 y es renovable hasta 2049.
Desde 1997, Applus+ IDIADA ha abierto varias oficinas en todo el mundo y actualmente está presente en Corea del Sur, Alemania, Francia, Italia, Japón, Reino Unido, China, India, Polonia, República Checa, Malasia, Brasil, Tailandia, Estados Unidos, Turquía y Bélgica.
En 2016, Applus + IDIADA comenzó a administrar unas pistas de pruebas en Zhaoyuan, China, propiedad de la empresa de neumáticos Linglong Tire, y en 2018 adquirió KARCO, una empresa de ingeniería y pruebas de seguridad pasiva de vehículos en los Estados Unidos.

## Productos, servicios e innovaciones

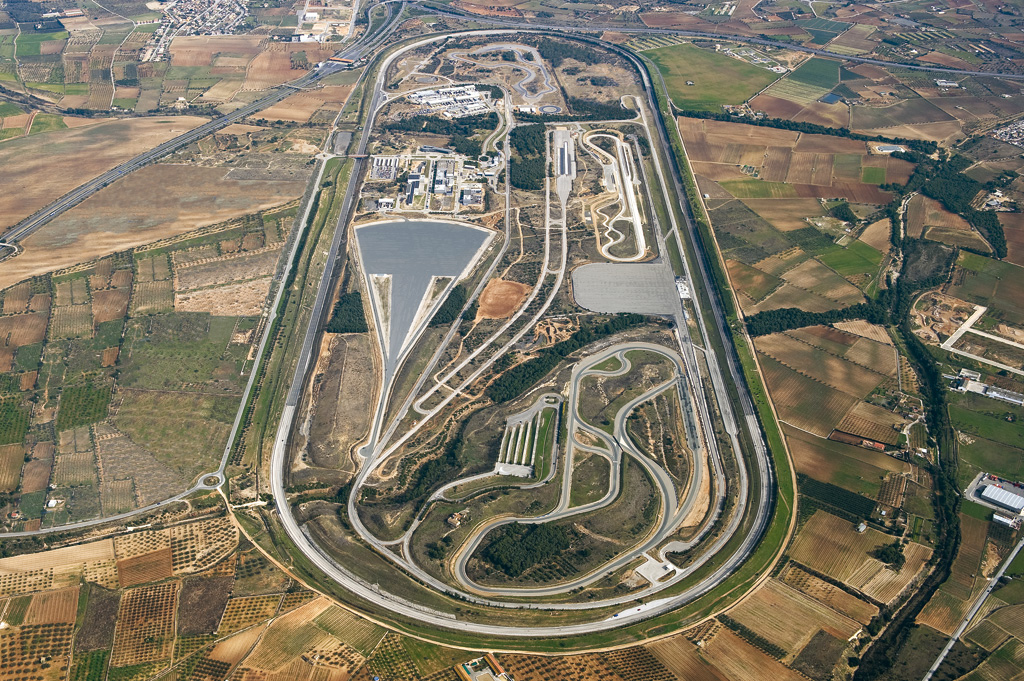
Vista aérea de las pistas de pruebas en Santa Oliva

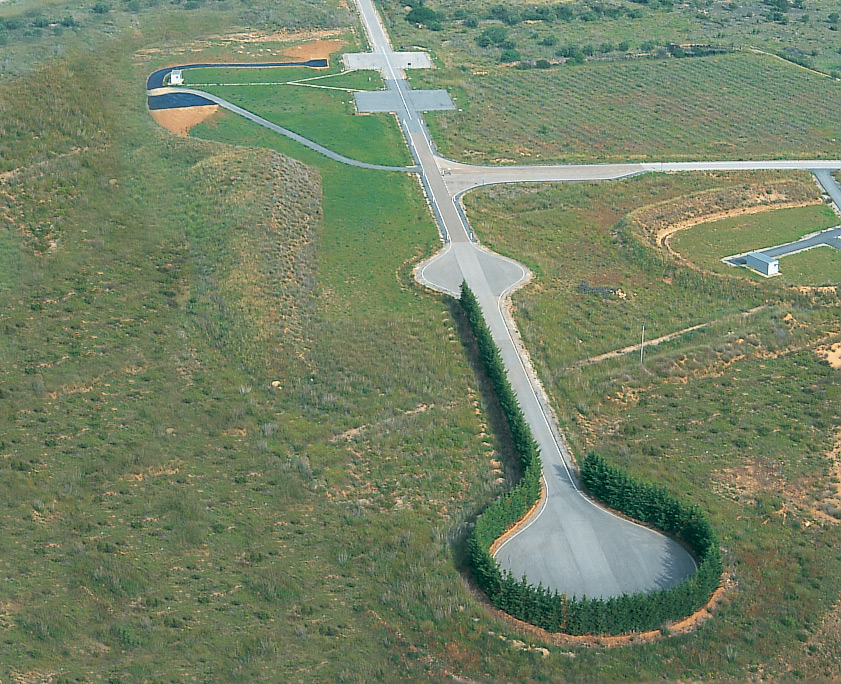
Sección de medición de ruido

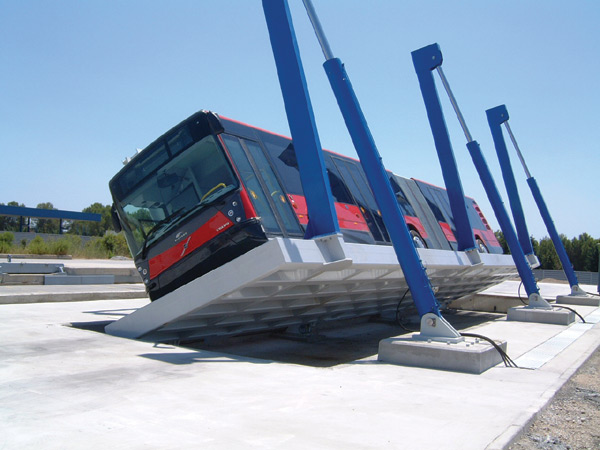
Configuración de prueba de vuelco

Los principales servicios ofrecidos por Applus+ IDIADA son los siguientes:
- Servicios de ingeniería: capacidades integrales de diseño, ingeniería y validación para proyectos de desarrollo de vehículos llave en mano a nivel internacional: CAD, CAE y pruebas de todas las funcionalidades principales de los vehículos con instalaciones únicas de vanguardia. Applus+ IDIADA ofrece una amplia gama de servicios de desarrollo de productos en los campos de seguridad pasiva y activa, tren de potencia, confort, fiabilidad y electrónica.[6]
- Pistas de prueba: Applus+ IDIADA ofrece campos de prueba completos en Europa y Asia. Los campos de prueba, ubicados en España y China, ofrecen soporte al cliente combinado con pistas de prueba y talleres confidenciales totalmente equipados. Ambas instalaciones ofrecen los más altos estándares de seguridad y confidencialidad. En 2016, Applus + IDIADA comenzó a administrar el nuevo complejo de terrenos de prueba en China, abierto a todas las empresas del sector automotriz. Esta nueva infraestructura conserva el mismo nivel de calidad de pista y se adhiere a las mismas normas y estándares de seguridad y confidencialidad que se aplican en el campo de pruebas de Applus + IDIADA en España.[7]
- Servicios de homologación: de acuerdo con todas las normativas europeas de la CE, y las regulaciones de la CEPE. Applus+ IDIADA también está acreditada para Australia, Europa, Japón, Taiwán y Malasia, además de brindar asesoría a otros países y regiones como Sudamérica (incluido Brasil), China, Rusia, Oriente Medio, Países del Golfo, ASEAN, Estados Unidos, Canadá, entre otros.[8]

Applus+ IDIADA también ha llevado a cabo una serie de proyectos de innovación. Algunos de los más importantes son:
- En 2002, Applus+ IDIADA comenzó el proceso de desarrollo de vehículos híbridos y eléctricos con un enfoque en la seguridad pasiva y la durabilidad. Applus + IDIADA ha desarrollado un servicio de extremo a extremo para la fabricación de híbridos y vehículos completamente eléctricos, capaz de cumplir todas las funciones para todos los tipos de vehículos. En los últimos años, el plan de innovación estratégica se ha centrado en vehículos conectados y automatizados. .[9]
- En el FISITA 2012 Congreso en Beijing, Applus+ IDIADA presenta el iShare, un concepto de cuatriciclo eléctrico diseñado específicamente para carsharing. IShare

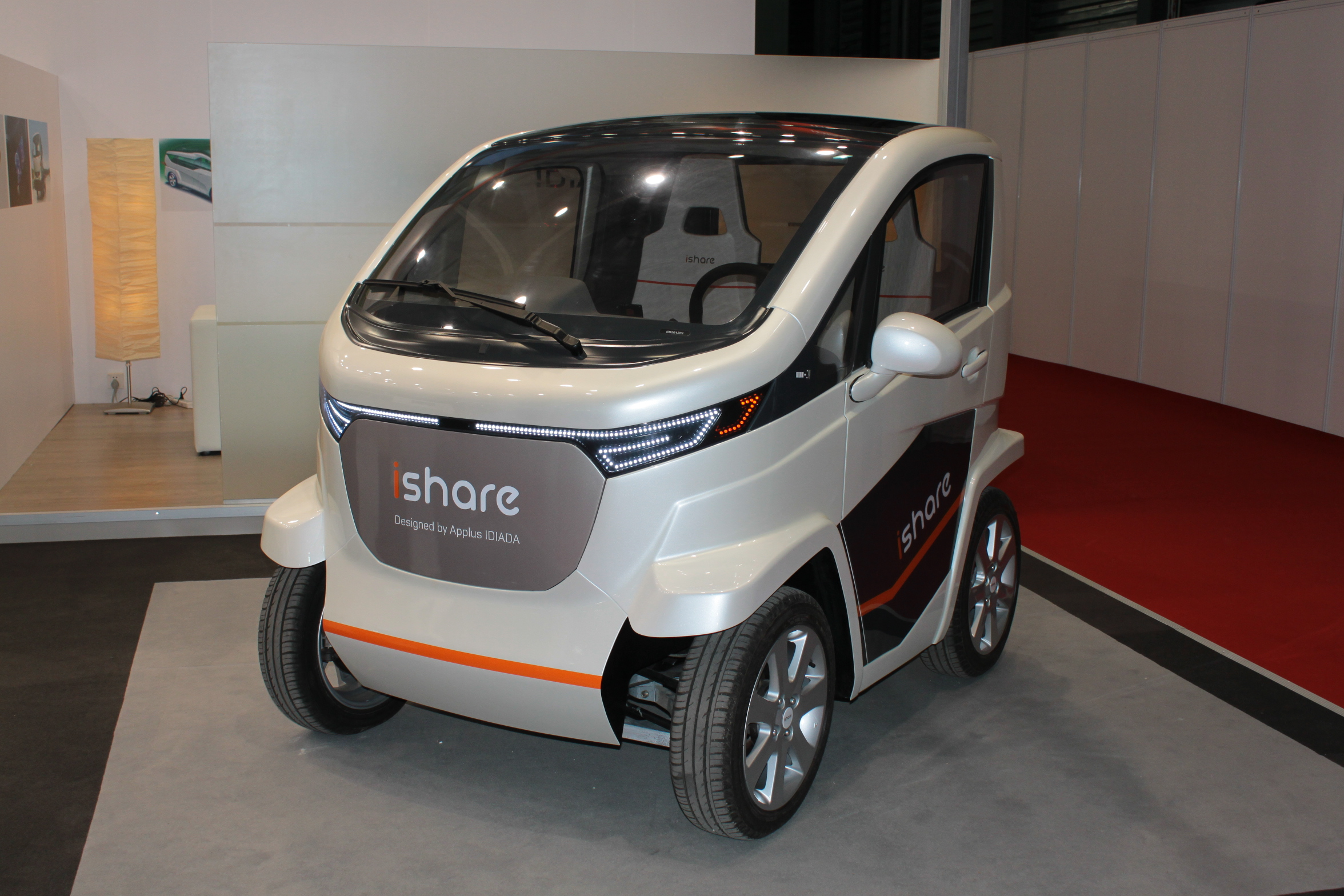
IShare

- En 2013, Applus+ IDIADA lanzó un coche deportivo eléctrico llamado Volar-e, desarrollado en cooperación con la compañía croata Rimac Automobili.[10]
- En 2015 se emprendió un nuevo proyecto llamado PROSPECT. El objetivo del proyecto es mejorar la efectividad de los sistemas de seguridad VRU activos en comparación con los sistemas actuales al ampliar el alcance de los escenarios de accidentes abordados y mejorar el rendimiento general del sistema.[11]
- También en 2015, Applus+ IDIADA inició Catalonia Living Lab, un marco público-privado para desarrollar y probar tecnologías de vehículos conectados y automatizados (CAV). Su objetivo principal es cubrir todas las necesidades de desarrollo y pruebas relacionadas con CAV. Proporciona los principales entornos de prueba requeridos en el proceso de desarrollo de vehículos conectados y automatizados: desde la simulación virtual hasta laboratorios, terrenos de prueba y caminos públicos. Entre todos los socios involucrados, abarca el ciclo completo de desarrollo de funcionalidades de vehículos automatizados y conectados: desde la búsqueda y el diseño de conceptos hasta la integración y la validación final.[12]
- En 2017 Applus+ IDIADA, junto con otras empresas, comenzó a desarrollar el proyecto C- Mobile (Acelerando la innovación y el despacho de movilidad en Europa de C-ITS), que prevé una red de carreteras europea más segura, más eficiente, más sostenible y económicamente viable, sin víctimas y graves. Lesiones, en particular en zonas urbanas complejas y para usuarios vulnerables. C-Mobile sentará las bases para la implementación a gran escala en Europa, elevando los sitios piloto de investigación a las ubicaciones de implementación de servicios sostenibles que cuentan con el respaldo de las autoridades locales, utilizando un enfoque común que garantice la interoperabilidad y la disponibilidad sin problemas de los servicios hacia un costo aceptable para el usuario final. Centro de pruebas.[13]

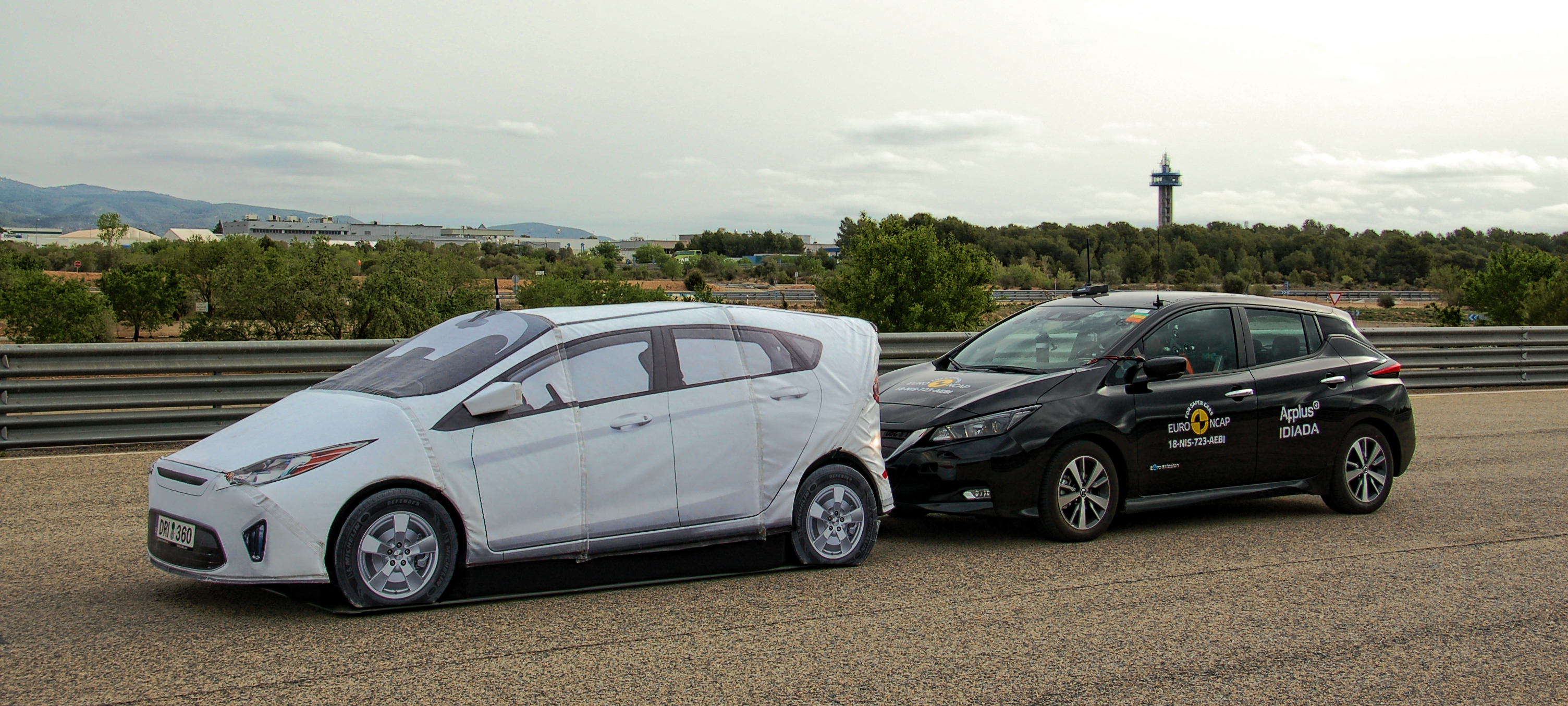
Centro de pruebas

- En 2017 y 2018, Applus+ IDIADA participó en el Mobile World Congress conjuntamente con Ericsson y Telefónica. En 2017 mostraron la tecnología 5G conduciendo un vehículo de forma remota desde Barcelona a 70 km de distancia.
- En 2018 Applus+ IDIADA participó por primera vez en el Salón del Automóvil de Ginebra presentando el CRONUZ. Fue desarrollado a partir de una página en blanco para cumplir con los mejores valores aerodinámicos de su clase gracias a la cooperación entre los ingenieros aerodinámicos y diseñadores de Applus + IDIADA. Esa cooperación permitió optimizar la parte superior del cuerpo manteniendo los conceptos de diseño. Este concept car incluye innovadoras soluciones aerodinámicas que incluyen habilitadores aerodinámicos activos y pasivos que se enfocan en áreas clave como las casas de ruedas y la parte inferior de la carrocería.[14]